# Endstufe
Endstufe (em português: Etapa Final, ou gíria para Amplificador) é uma banda de Oi!/RAC formada em 1981 na cidade de Bremen, na Alemanha. É um dos grupos mais famosos do meio musical skinhead.

## História
O Endstufe iniciou sua trajetória em 1981 na cidade de Bremen tocando covers de U.K. Subs, The Exploited, Sex Pistols, Skrewdriver e Sham 69. Anteriormente se apresentaram com diversos outros nomes como H2O, Zyklon e CBF. Os seus integrantes sofreram influência da subcultura skinhead, então em propagação pela Europa, e em 1987 gravaram o seu primeiro álbum oficial pela gravadora Rock-O-Rama, que lançou um selo para relançamentos e outras produções do Endstufe chamado Endstufe Records. Com o alavancamento do RAC pela Alemanha, o Endstufe fez diversos shows e projetos paralelos, na maioria das vezes com bandas engajadas politicamente, e recebeu o rótulo de "banda radical" pelo governo alemão e por grupos antifascistas.[carece de fontes?]
Em 1990 assinou com a Hanse Records, propriedade do fundador e vocalista do Endstufe, Jens Brandy, especializada em bandas Oi!, RAC, Punk rock, Street punk e Viking rock, e lançou quatro álbuns durante a década seguinte. Na década de 2000 a banda gravou um álbum split com o Last Riot e assinou com a Dim Records, marcando assim uma nova era para o Endstufe, com várias mudanças de integrantes.

## Conteúdo das letras
Suas letras falam a respeito da cultura skinhead em geral, críticas à situação político-econômica alemã e europeia, patriotismo e nacionalismo, anticomunismo, anticapitalismo, culto à violência, bairrismo, cotidiano, culto à virilidade, futebol e ao hábito de beber cerveja.[carece de fontes?] Em algumas das letras a banda abandona o discurso brando e apolítico, como na canção Ian Stuart (1996), uma homenagem ao líder e vocalista da banda skinhead white-power Skrewdriver, Ian Stuart Donaldson, e em Zusammenhalt (1987), onde afirma o orgulho pelas ideologias de cunho neonazista. Na canção Der Kult (1996), se opõem veementemente aos skinheads esquerdistas e aos skinheads homossexuais.
As leis vigentes na Alemanha proíbem qualquer referência explícita de cunho violento/obsceno/pornográfico, e devido a essas questões o Bundesprüfstelle für jugendgefährdende Medien (Departamento Federal de Mídia Nociva à Juventude) indexou quatro dos discos do Endstufe, proibindo a sua venda e distribuição para menores de idade. Além disso, em dezembro de 1992, o governo alemão baniu algumas canções da banda, junto com canções de outras quatro bandas descritas como neonazistas (Störkraft, Noie Werte, Kahlkopf e Sperrzone).

## Ligações ao movimento neonazista
O Endstufe surge associado ao ativismo neonazista em diversas matérias e estudos do neonazismo contemporâneo na Alemanha. Além disso, o Escritório de Estado para Proteção da Constituição de Baden-Württemberg, o Senado de Bremen e o Ministério Federal do Interior da Turíngia referem a banda como envolvida no circuito neonazista e xenofóbico de extrema-direita do país.
A gravadora Rock-O-Rama, que lançou os primeiros álbuns do Endstufe e que anteriormente produzia e distribuía álbuns de bandas de diversas ideologias, desde anarquistas e comunistas até nacionalistas e nacional-socialistas, se tornou alvo de denúncias e protestos pelo crescente foco em bandas de extrema-direita alemãs e britânicas a partir da década de 1980, e em fevereiro de 1993 uma batida policial na sua sede confiscou 30.000 CDs, fitas e discos.
O estúdio do Endstufe, dividido com a banda Noie Werte, foi utilizado por bandas neonazis como o Störkraft, que além de divulgar entrevistas e material de teor neonazista, advoga o assassinato de negros, judeus e esquerdistas em vinhetas explícitas. O Endstufe lançou ainda um projeto conjunto com o Störkraft, denomindado Störstufe (um portmanteau dos nome das duas bandas), cujo single intitulado Parole Spaß foi indexado pelo Bundesprüfstelle für jugendgefährdende Medien. Nesse mesmo estúdio, Jens Brandy, fundador do Endstufe e proprietário da Hanse Records, participou na gravação de um álbum da banda  Spreegeschwader, e alguns dos ex-integrantes do Endstufe participaram de formações das bandas Endlöser e Schlachtruf, ligadas à Seção Bremen dos Hammerskins, durante o período de pouca atividade do Endstufe. Além disso, no fim da década de 1990, o vocalista do Endstufe se juntou a integrantes das bandas neonazistas Bound For Glory, dos Estados Unidos da América, e Fortress, da Austrália, em um projeto denominado Grenadier, cujo álbum intitulado Rudolf Hess, lançado pela gravadora Hanse Records, homenageia o político nazista homônimo e faz referências apologéticas ao movimento White Power.[carece de fontes?]
Nos últimos anos, a banda gerou controvérsia ao incluir no álbum Feuer Frei uma versão cover da canção Linke Spießer do Slime, uma banda punk considerada de extrema-esquerda, e uma versão cover da música Sex and Violence, da banda punk The Exploited, no álbum Live (Wo Wir Sind Brennt Die Luft). Além disso, o Endstufe postou no seu site oficial uma homenagem a Torsten K, vocalista da tradicional banda punk alemã Daily Terror, pelo seu falecimento.

## Endstufe no Brasil
Na segunda metade de abril de 2009 começou a ser divulgado pela internet o Skincore Fest, um evento com diversas bandas de Oi! e Hardcore punk ligadas à subcultura skinhead, a decorrer em 6 de junho de 2009 em Macaé, Rio de Janeiro. Para além do Endstufe, o evento contaria com as bandas brasileiras Bandeira de Combate, Vírus 27, Combatentes, Expulsos do Bar, Sindicato Oi!, Bota Gasta, Point Blank, 011HC, Sangue Ruim, Norte Cartel e Sétimo Round. Os ingressos, no valor de R$ 30, seriam vendidos em São Paulo nas lojas Fightingirl e Tattoo Company SP. Seria a primeira vez que o Endstufe se apresentava fora da Europa, e também o primeiro show de uma banda estrangeira do gênero no Brasil.
A presença do Endstufe no Brasil foi denunciada por diversos movimentos antirracistas, e em pouco tempo pedidos de boicote ao evento, às bandas e aos locais de venda dos ingressos se multiplicaram pela internet.
Em 8 de maio, a banda Norte Cartel anunciou sua retirada do evento, afirmando a sua oposição a ideologias de cunho intolerante através do seguinte texto publicado em seus sites:
"Para que não fique o dito pelo não dito, para evitar maiores fofocas, intrigas e para dar uma satisfação aos nossos amigos que acompanham a banda, gostaríamos de dar uma nota de esclarecimento relatando uma situação polêmica que está sendo divulgada envolvendo o nome do Norte Cartel atualmente.
Recentemente o Norte Cartel foi convidado a participar de um evento onde tocariam bandas de hardcore e de Oi!. Foi-nos passado pela organização do evento que se trataria de um festival totalmente apolítico e apartidário no qual participaríamos como a única banda do estado do Rio de Janeiro. Com a melhor das intenções achamos que seria interessante tocar e divulgar o hardcore do nosso estado. Algum tempo depois circulava pela internet um e-flyer no qual constava o nome de uma banda alemã: "Endstufe". Nenhum de nós conhecia, até então, essa banda, cujas letras são em alemão, idioma também desconhecido por todos os integrantes do Norte Cartel.
Na última segunda-feira, voltando de uma mini-tour em São Paulo e já preparando a atualização de nossa agenda, após uma pesquisa acerca do Endstufe no Google, viemos a descobrir que tal banda já participou de um álbum intitulado "A Tribute To Ian Stuart And The Glory Of Skrewdriver". Baseados nisso, imediatamente entramos em contato com o organizador do show e cancelamos a participação do Norte Cartel, pedindo inclusive que fosse elaborado um novo flyer no qual o nosso nome não constasse.
Lembramos a todos que o Norte Cartel é uma banda apolítica. Nossas letras falam, essencialmente, de relações sociais, autoestima, superação, amizade, revolução pessoal e todos os demais valores que julgamos benéficos para que se dê uma interação sempre sadia entre os indivíduos. A nossa proposta como banda é esta. Individualmente, contudo, todos os integrantes são extremamente politizados e não julgamos compatível dividir o palco ou ter o nosso nome atrelado, de qualquer forma que seja, a bandas que promovem tributos a ícones do movimento neo-nazista. Daí a nossa não participação no evento.
Finalizando, reiteramos que o Norte Cartel é e sempre será radicalmente contra o nazismo, contra o fascismo, contra o racismo, contra o racialismo, contra homofobia, contra xenofobia e contra qualquer ideologia que pregue a superioridade de uma raça, etnia ou orientação sexual em detrimento de outra. Quem nos conhece sabe de onde viemos, a nossa história e o nosso caráter! Esperamos, então, que esse assunto esteja encerrado.
É isso.
Em 12 de maio a banda 011HC anunciou que não iria participar por não ser uma banda politizada. Em 23 de maio, em entrevista ao jornal O Globo, o organizador do evento, Tony, afirmou que o flyer divulgado na internet era falso e que o evento era uma festa privada em comemoração ao seu aniversário. Tony afirmou também que o Endstufe não estava envolvido com o movimento neonazista, apesar de ter tido ligações com bandas neonazistas no passado, e que a festa teria um caráter apolítico e não-comercial. Tratando-se de uma festa privada, revelou a assessoria de comunicação do município, a Secretaria Municipal de Postura, responsável por autorizar eventos públicos na cidade, não poderia interferir na realização da mesma. Entretanto, em nova entrevista ao jornal O Globo em 26 de maio, o organizador do evento anunciou o cancelamento do mesmo, por a polêmica em seu redor estar a pôr em risco a sua família.
Em 28 de maio foi publicada uma matéria em defesa do evento no portal na internet do movimento Integralista do Rio de Janeiro, afirmando que não haveria mal na realização de uma apresentação musical, e que as acusações de neonazismo contra o Endstufe seriam infundadas. Em 1 de junho, o jornal virtual A Capa, ligado ao movimento LGBT, noticiou que a Delegacia de Crimes Raciais e Delitos de Intolerância (DECRADI) teria enviado informações à delegacia do Rio de Janeiro, levando ao cancelamento do evento. No entanto, em 5 de junho, o jornal alemão Blick nach Rechts publicou uma notícia sobre o caso, notando que no site do organizador do evento e das bandas nada era dito acerca do cancelamento do mesmo, e ressaltando a contradição entre a alegada intenção original de lançar um CD profissional com a gravação do evento com as afirmações de que o mesmo seria não-comercial.
Em 7 de junho começaram a surgir evidências na internet de que o evento terá ocorrido no Rio de Janeiro, com apenas duas bandas, o Endstufe e a banda brasileira Bandeira de Combate, tradicional grupo do movimento skinhead brasileiro Carecas.

## Formação atual
- Jens Brandy - vocal e guitarra
- Christian - guitarra
- Mattias Kozma - baixo
- Carsten Löhmann - bateria

## Discografia

### Álbuns
- Gruß an Deutschland (K7, Independente, 1984)
- A Way Of Life (K7, Independente, 1986)
- Der Clou (LP/CD, Rock-O-Rama, 1987) - indexado pelo Bundesprüfstelle für jugendgefährdende Medien
- Skinhead Rock’N’Roll (LP/CD, Rock-O-Rama, 1990) - indexado pelo Bundesprüfstelle für jugendgefährdende Medien
- Allzeit bereit (LP/CD, Rock-O-Rama, 1990) (álbum split com o Volksgemurmel) - indexado e confiscado pelo Bundesprüfstelle für jugendgefährdende Medien
- Glatzenparty (Duplo LP/CD, Rock-O-Rama, 1993)
- Schütze deine Kinder (CD, Rock-O-Rama, 1994)
- Raritäten 1983–1994 (CD, Rock-O-Rama, 1994) - indexado pelo Bundesprüfstelle für jugendgefährdende Medien
- Der Tod ist überall (CD, Hanse Records, 1996), (LP, Dim Records, 2006)
- Live auf Mallorca '98 (CD, Hanse Records, 1998)
- 9698 (CD, Hanse Records, 1999)
- Mit den Jungs auf Tour (CD, Hanse Records, 2000)
- Feuer Frei (CD/LP, Dim Records, 2006)
- Wir sind keine Engel (CD/LP, Dim Records, 2007) (álbum split com o Last Riot)
- Live (Wo Wir Sind Brennt Die Luft) (CD, Pure Impact Records, 2009)

### Singles/EP's
- Deutschland, wir stehen zu Dir (tätoowiert, kahl, brutal) (7", Rock-O-Rama, 1990)
- Schenk noch einen ein (Deutschland, wir stehn zu dir) (7", Rock-O-Rama, 1990)
- Die Welt gehörte uns (EP, Rock-O-Rama, 1995)
- Auf die Ohren Vol.1 (7", Independente, 2007) (álbum split com o Kampfzone)

### Outros
- Parole Spaß (7", Rock-O-Rama, 1991) (projeto conjunto com o Störkraft, chamado Störstufe) - indexado pelo Bundesprüfstelle für jugendgefährdende Medien
- Mad Martens - Das Beste am Norden (CD, Rock-O-Rama, 1995) (projeto conjunto com o Boots Brothers e o Nordlicht)
- Adrenalin – Bootboys Bremen (CD, Rock-O-Rama, 2001) (projeto conjunto com o Kategorie C)